# Katholieke Kerk in de Bahama's
De Katholieke Kerk in de Bahama's is een onderdeel van de wereldwijde Katholieke Kerk, onder het geestelijk leiderschap van de paus en de curie in Rome.
In 2005 waren er in de Bahama's ongeveer 41.000 (15%) katholieken. Het land bestaat uit een aartsbisdom, Nassau. Het bisdom Hamilton in Bermuda en de missio sui iuris Turks- en Caicoseilanden in de Turks- en Caicoseilanden zijn suffragaan aan het aartsbisdom. Aartsbisschop van Nassau is Patrick Christopher Pinder. Men is lid van de bisschoppenconferentie van de Antillen, president van de bisschoppenconferentie is Patrick Christopher Pinder, aartsbisschop van Nassau (Bahama's). Verder is men lid van de Consejo Episcopal Latinoamericano.
Apostolisch nuntius voor de Bahama's is aartsbisschop Santiago De Wit Guzmán, die tevens apostolisch nuntius is voor Antigua en Barbuda, Barbados, Belize, Dominica, Grenada, Guyana, Jamaica, Saint Kitts en Nevis, Saint Lucia, Saint Vincent en de Grenadines, Suriname en Trinidad en Tobago, en apostolisch gedelegeerde voor de Antillen.
De Bahama's hebben eenmaal een bezoek gehad van een paus. Paus Johannes Paulus II bezocht het land in februari 1979.

## Indeling
- Aartsbisdom Nassau
  - Bisdom Hamilton (Bermuda)
  - Missio sui iuris Turks- en Caicoseilanden (Turks- en Caicoseilanden)

## Nuntius
- Apostolisch nuntius
  - Aartsbisschop Paul Fouad Tabet (9 februari 1980 - 11 februari 1984)
  - Aartsbisschop Manuel Monteiro de Castro (16 februari 1985 - 21 augustus 1990, later kardinaal)
  - Aartsbisschop Eugenio Sbarbaro (7 februari 1991 - 26 april 2000)
  - Aartsbisschop Emil Paul Tscherrig (8 juli 2000 - 22 mei 2004)
  - Aartsbisschop Thomas Edward Gullickson (2 oktober 2004 - 21 mei 2011)
  - Aartsbisschop Nicola Girasoli (29 oktober 2011 - 16 juni 2017)
  - Aartsbisschop Fortunatus Nwachukwu (27 februari 2018 - 17 december 2021)
  - Aartsbisschop Santiago De Wit Guzmán (12 november 2022 - heden)